# Listerine
Listerine es una marca de enjuague bucal; es propiedad de Johnson & Johnson, es originario de EE. UU. y se comercializa en todo el mundo. Su fórmula se especializa en combatir los gérmenes que causan el mal aliento como las bacterias y el sarro. Su lema es «Mata los gérmenes que causan el mal aliento». Fue nombrado así en honor a Joseph Lister, que contribuyó a reducir en gran medida el número de muertes por infecciones contraídas en el quirófano después de que los pacientes fueran sometidos a intervenciones quirúrgicas.
Listerine es uno de los enjuagues bucales más populares en Estados Unidos. Originalmente comercializado por la Sociedad Lambert Pharmacal que más tarde se convirtió en Pfizer, actualmente es fabricado y distribuido por Johnson & Johnson desde la adquisición de esa compañía de la división de Pfizer Consumer Healthcare a finales de diciembre de 2006.

## Historia
Formulado por el doctor Joseph Lawrence y Jordan Lambert en San Luis (Misuri) en 1879 como antiséptico quirúrgico. En 1885, Lawrence vendió su parte a la Compañía Lambert Pharmacal. Se les dio a los dentistas para el cuidado bucal en 1895, con el fin de ampliar mercado, ante la gran cantidad de clientes potenciales, y fue el primer enjuague bucal sin receta vendido en Estados Unidos en 1914.[cita requerida]
En 2006, una nueva edición fue puesta en el mercado. Actualmente, hay ocho tipos diferentes de Listerine en EE. UU. y en otros lugares. El nombre Listerine también se utiliza en pasta de dientes y otros cuidados bucales.

## Presentaciones
- Original
- Cool Mint
- Cool Mint Sin Alcohol
- Fresh Burst
- Cuidado Total
- Cuidado Total Sin Alcohol
- Citrus
- Advanced Plus
- Anticaries Sin Alcohol
- Antisarro
- Antisarro Sin Alcohol
- Whitening Extreme